# 7554 Johnspencer
A 7554 Johnspencer (ideiglenes jelöléssel 1981 GQ) a Naprendszer kisbolygóövében található aszteroida. Edward L. G. Bowell fedezte fel 1981. április 5-én.